# Francisca Ordega
Francisca Ordega (Gboko, 19 ottobre 1993) è una calciatrice nigeriana, attaccante dello Shanghai Shengli e della nazionale nigeriana.

## Carriera

### Club
Dopo aver giocato in patria nel campionato nigeriano femminile di calcio, fino al 2012 nel Rivers Angels, la più titolata squadra nigeriana con sede a Port Harcourt, viene contattata dal Piteå IF, società polisportiva svedese dell'omonimo centro della provincia settentrionale di Norrbotten, che le offre l'opportunità di giocare in Damallsvenskan, il massimo livello del campionato svedese femminile di calcio, dalla stagione 2013. Con le biancorosse gioca due stagioni, decidendo di lasciare la Svezia al termine della stagione 2014.
Nel marzo 2015 sottoscrive un contratto con il Washington Spirit, società di Washington che partecipa alla National Women's Soccer League (NWSL), massima lega professionistica di calcio femminile degli Stati Uniti d'America.
Al termine del campionato 2016, Ordega si trasferisce in Australia, in prestito al Sydney per giocare in W-League, il livello di vertice nella struttura del campionato australiano femminile di calcio, la stagione 2016-2017, contribuendo a far raggiungere alla squadra le semifinali venendo eliminate dal Perth Glory sul risultato di 5-1.

### Nazionale
Dal 2011 Francisca Ordega viene inserita nella squadra della nazionale maggiore che ha conquistato le edizioni 2012 e 2014 del Campionato africano femminile di calcio.
Selezionata dalla federazione nigeriana per partecipare al Mondiale di Canada 2015 sotto la responsabilità tecnica di Edwin Okon, Ordega viene impiegata in tutte le tre partite giocate dalla Nigeria nella fase a gironi. Fa il suo esordio l'8 giugno 2015, al Winnipeg Stadium di Winnipeg, scendendo in campo dal primo minuto nell'incontro con la selezione svedese e siglando all'87' la rete del definitivo 3-3, conquistando l'unico punto della sua squadra nel torneo. Causa le altre due partite perse, 2-0 con l'Australia e 1-0 con gli Stati Uniti, Ordega e compagne sono costrette ad abbandonare il mondiale.

## Palmarès

### Club

#### Competizioni nazionali
- Nigerian Women's Cup: 1

Rivers Angels: 2011-2012

### Nazionale
- Coppa delle Nazioni Africane femminile: 4

2010, 2014, 2016, 2018